# Коув Крик (Северна Каролина)
Коув Крик (енгл. Cove Creek) насељено је место без административног статуса у америчкој савезној држави Северна Каролина.

## Демографија
По попису из 2010. године број становника је 1.171.
| Група             | 2000.    | 2010.         |
| Белци             | 0 (0,0%) | 1.106 (94,4%) |
| Афроамериканци    | 0 (0,0%) | 5 (0,4%)      |
| Азијати           | 0 (0,0%) | 5 (0,4%)      |
| Хиспаноамериканци | 0 (0,0%) | 41 (3,5%)     |
| Укупно            | 0        | 1.171         |